# Poręba-Kocęby (gromada)
Poręba-Kocęby (alt. Poręba) – dawna gromada, czyli najmniejsza jednostka podziału terytorialnego Polskiej Rzeczypospolitej Ludowej w latach 1954–1972.
Gromady, z gromadzkimi radami narodowymi (GRN) jako organami władzy najniższego stopnia na wsi, funkcjonowały od reformy reorganizującej administrację wiejską przeprowadzonej jesienią 1954 do momentu ich zniesienia z dniem 1 stycznia 1973, tym samym wypierając organizację gminną w latach 1954–1972.
Gromadę Poręba-Kocęby z siedzibą GRN w Porębie-Kocębach utworzono – jako jedną z 8759 gromad na obszarze Polski – w powiecie ostrowskim w woj. warszawskim, na mocy uchwały nr VI/10/11/54 WRN w Warszawie z dnia 5 października 1954. W skład jednostki weszły obszary dotychczasowych gromad Bojany, Dudowizna, Poręba-Kocęby, Poręba Średnia, Udrzyn i Udrzynek ze zniesionej gminy Poręba w tymże powiecie. Dla gromady ustalono 23 członków gromadzkiej rady narodowej.
31 grudnia 1959 do gromady Poręba przyłączono obszar zniesionej gromady Dybki w tymże powiecie (bez wsi Osuchowa Nowa i Wiśniewo).
Gromada przetrwała do końca 1972 roku, czyli do kolejnej reformy gminnej.